# Трояновский, Борис Сергеевич
Борис Сергеевич Трояновский (1883—1951) — русский музыкант, виртуоз-балалаечник, организатор и первый руководитель Московского Великорусского оркестра народных инструментов (1919).

## Биография
Родился в семье мелкого служащего в селе Ругодево Новоржевском уезда Псковской губернии. В раннем детстве увлёкся игрой на балалайке, перенимая навыки игры у односельчан. В начале 1890-х годов семья переехала в Псков.
Во время учёбы в реальном училище г. Великие Луки участвует в публичных концертах, даёт частные сольные концерты.
После окончания училища приезжает в Санкт-Петербург, где в 1904 году становится, по приглашению В. В. Андреева, солистом первого в истории России Русского оркестра народных инструментов. С 1904 по 1915 гг. в составе оркестра выступал в Германии, Англии, Франции и Северной Америке.
С 1911 года ведёт самостоятельную концертную деятельность, успешно гастролирует по городам Российской империи, Швеции, Дании и Румынии.
В 1919 году становится организатором и первым руководителем Московского Великорусского оркестра.
В 1920-е годы принимал участие в организации в г. Боровичи крупной фабрики по изготовлению народных щипковых музыкальных инструментов — домр и балалаек.
В 1930-е годы много гастролировал по СССР, давал концерты в сельских и рабочих клубах, организовывал творческие смотры и конкурсы исполнителей на народных инструментах.
В годы Великой Отечественной войны (1941—1945) находился в блокадном Ленинграде, выступал в госпиталях, в воинских частях, на предприятиях Ленинграда.
Похоронен в Санкт-Петербурге на «Литераторских мостках» Волковского кладбища.

## Звания и награды
- звание «Солист Его императорского Величества» (1915)
- орден Святого Станислава
- орден Святой Анны
- румынский и черногорский ордена
- почётный знак и медаль Российского Красного Креста за активное участие в концертах для воинов Русской императорской армии на фронтах Первой мировой войны (1914—1918)

## Память
С 1995 года в Псковской области проводится ежегодный фестиваль народной музыки, посвящённый Борису Сергеевичу Трояновскому.